# Hongkong op de Olympische Zomerspelen 1960
Hongkong nam deel aan de Olympische Zomerspelen 1960 in Rome, Italië. Ook tijdens de derde deelname werd geen medaille gewonnen.

## Deelnemers en resultaten

### Schietsport
| Olympiër        | Discipline             | Resultaat | Prestatie                                                                                                 |
| --------------- | ---------------------- | --------- | --- |
| Peter Rull, Sr. | 50m geweer liggend (m) | 36e       | kwalificatie groep 1: 15de met 384 punten (93-97-97-97) finale: 36ste met 576 punten (96-97-98-94-96-95)  |
| Henry Souza     | 50m geweer liggend (m) | 41e       | kwalificatie groep 2: 26ste met 380 punten (93-97-96-94) finale: 41ste met 572 punten (97-95-93-98-96-93) |
| William Gillies | 50m pistool (m)        | 55e       | kwalificatie: 55ste met 382 punten (87-80-85-80)                                                          |

### Zwemmen
| Olympiër       | Discipline          | Resultaat | Prestatie              |
| -------------- | ------------------- | --------- | ---------------------- |
| Cheung Kin Man | 100m vrije slag (m) | 43e       | serie 4: 6de in 1.01,1 |

Afghanistan · Argentinië · Australië · Bahama's · België · Bermuda · Birma · Brazilië · Brits-Guiana · Bulgarije · Canada · Ceylon · Chili · Colombia · Cuba · Denemarken · Duits eenheidsteam · Ethiopië · Fiji · Filipijnen · Finland · Frankrijk · Ghana · Griekenland · Groot-Brittannië · Haïti · Hongarije · Hongkong · Ierland · IJsland · India · Indonesië · Irak · Iran · Israël · Italië · Japan · Joegoslavië · Kenia · Libanon · Liberia · Liechtenstein · Luxemburg · Malakka · Malta · Marokko · Mexico · Monaco · Nederland · Nederlandse Antillen · Nieuw-Zeeland · Nigeria · Noorwegen · Oeganda · Oostenrijk · Pakistan · Panama · Peru · Polen · Portugal · Puerto Rico · Roemenië · San Marino · Singapore · Soedan · Sovjet-Unie · Spanje · Suriname · Taiwan · Thailand · Tsjecho-Slowakije · Tunesië · Turkije · Uruguay · Venezuela · Verenigde Arabische Republiek · Verenigde Staten · Vietnam · West-Indische Federatie · Zuid-Afrika · Zuid-Korea · Zuid-Rhodesië · Zweden · Zwitserland